# میبل نورماند
میبل نورماند (به انگلیسی: Mabel Normand) (زادهٔ ۹ نوامبر ۱۸۹۲ – درگذشتهٔ ۲۳ فوریهٔ ۱۹۳۰) هنرپیشه، تهیه‌کننده، کارگردان، فیلم‌نامه‌نویس، و کمدین فیلم‌های صامت اهل آمریکا بود. او بین سال‌های ۱۹۱۰ تا ۱۹۲۷ میلادی فعالیت می‌کرد.

## زندگی
او ستارهٔ پرطرفدار استودیو کی استون متعلق به مک سنت بود و به‌عنوان یکی از اولین نویسندگان، تهیه‌کنندگان، و کارگردانانِ زنِ تاریخ سینما شناخته می‌شود.
بر روی پردهٔ سینما در فیلم‌های پرفروشی به‌همراه چارلی چاپلین و راسکو آربوکل بازی کرد که با هرکدام از آن‌ها در بیش از یک دوجین فیلم هم‌بازی شد؛ ازجمله در فیلم عشق جریحه‌دارشدهٔ تیلی. او گاهی می‌نوشت و کارگردانی هم می‌کرد. همچنین، چاپلین را به‌عنوان نقش اول فیلم‌هایش انتخاب می‌کرد. در اوج دورهٔ شهرتش در اواخرِ دو دههٔ ۱۹۱۰ و ۱۹۲۰، نورماند شرکت تهیه و ساخت فیلم خودش را داشت.
در دههٔ ۱۹۲۰ نام او با اتفاقاتِ پرسروصدایی پیوند خورد؛ ازجمله قتل ویلیام دزموند تیلور در ۱۹۲۲ و تیراندازی به کورتلند اس. دینز در سال ۱۹۲۴، که توسطِ رانندهٔ نورماند و اسلحهٔ او اتفاق افتاد. در هیچ‌کدام از این اتفاقات، نورماند متهم نشد.
سِیرِ کاری‌اش به‌خاطر شایعاتی که برایش ساختند و بازگشتِ بیماری سل در ۱۹۲۳، رو به نزول گذاشت. سل، سلامتی‌اش را به‌خطر انداخت، او را از حرفهٔ فیلم‌سازی بازنشسته کرد، و نهایتاً باعث مرگش در ۱۹۳۰ در ۳۷سالگی شد.

## فیلم‌شناسی
- بانگی از ژرفنا
- بی‌مبالاتی‌های بتی
- بیداری او
- تاکسی مرگبار
- رام و کاغذ دیواری
- شات‌گان‌های لگدپران
- هنگامی که رؤیاها به حقیقت می‌پیوندند
- جابجایی پروفسور بین
- آن حلقه کوچک طلا
- یک قهرمان بی‌عرضه
- همهمه‌ای از ژرفنا
- آن جوانک‌های ساده‌دل
- جایی که هیزل با تبهکار روبرو شد
- قهرمان جدید میبل
- به‌خاطر عشق میبل
- شغل پرماجرای میبل
- رفتار خودسرانه میبل
- نفرین میبل
- عشوه‌گری چاقالو
- بازدید میبل و چاقالو از نمایشگاه جهانی سان فرانسیسکو
- نور نمایانگر
- گامی نادرست
- پلیس بنگفیل
- چاقالو در سن دیگو
- پیک‌نیک پیشخدمت
- آن گروه موسیقی رگتایم
- مالی ئو
- شور و اشتیاق سه‌گانه
- رَگِـدی رُز
- فیلم جانی
- انجام داد و انجام نداد
- رئیس هیئت منصفه
- عشق و جسارت
- شهبانوی کولی
- شورش
- آشنایی
- پتک کشنده
- دوستش راهزن
- گرفتار در کاباره
- مخمصهٔ عجیب میبل
- آقای جسور، محل ملاقاتش
- زندگی زناشویی میبل
- ماشین‌سواری میبل
- رقاص‌های پنج سنتی
- آیا لازم است مردان پیاده به منزل بروند؟
- روز شلوغ میبل
- عشق جریحه‌دارشدهٔ تیلی
- تظاهر اجتماعی آنها
- آژیر
- متأهل یک‌ساعته
- داستان دو شهر

## نگارخانه

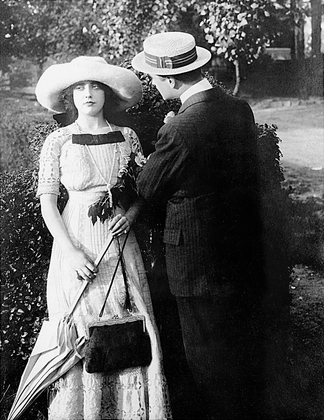
Her Awakening (1911)
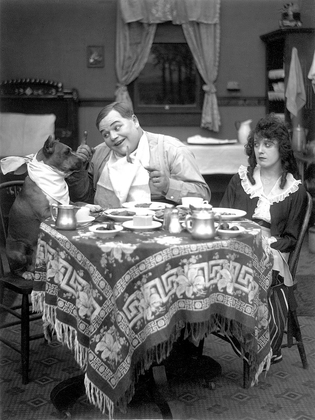
Fatty and Mabel Adrift (1916)
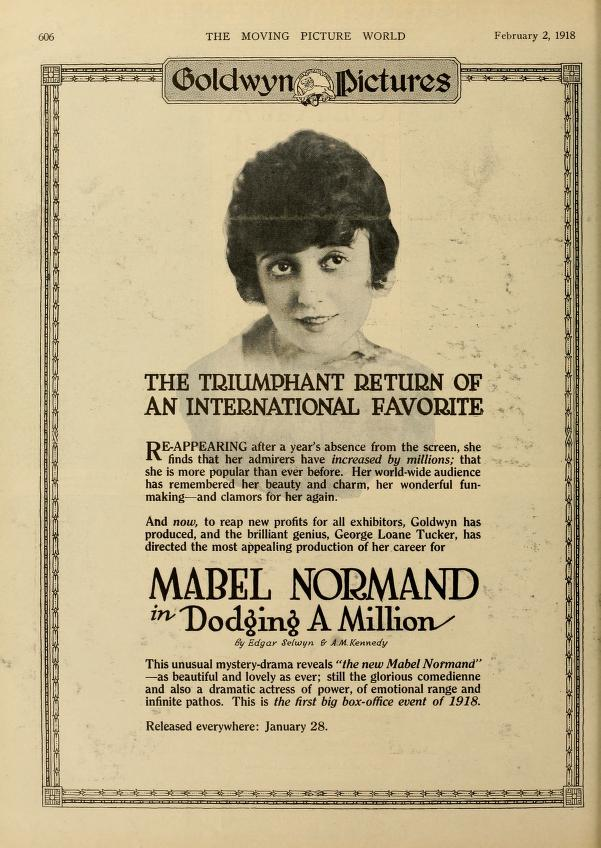
Dodging a Million (1916)
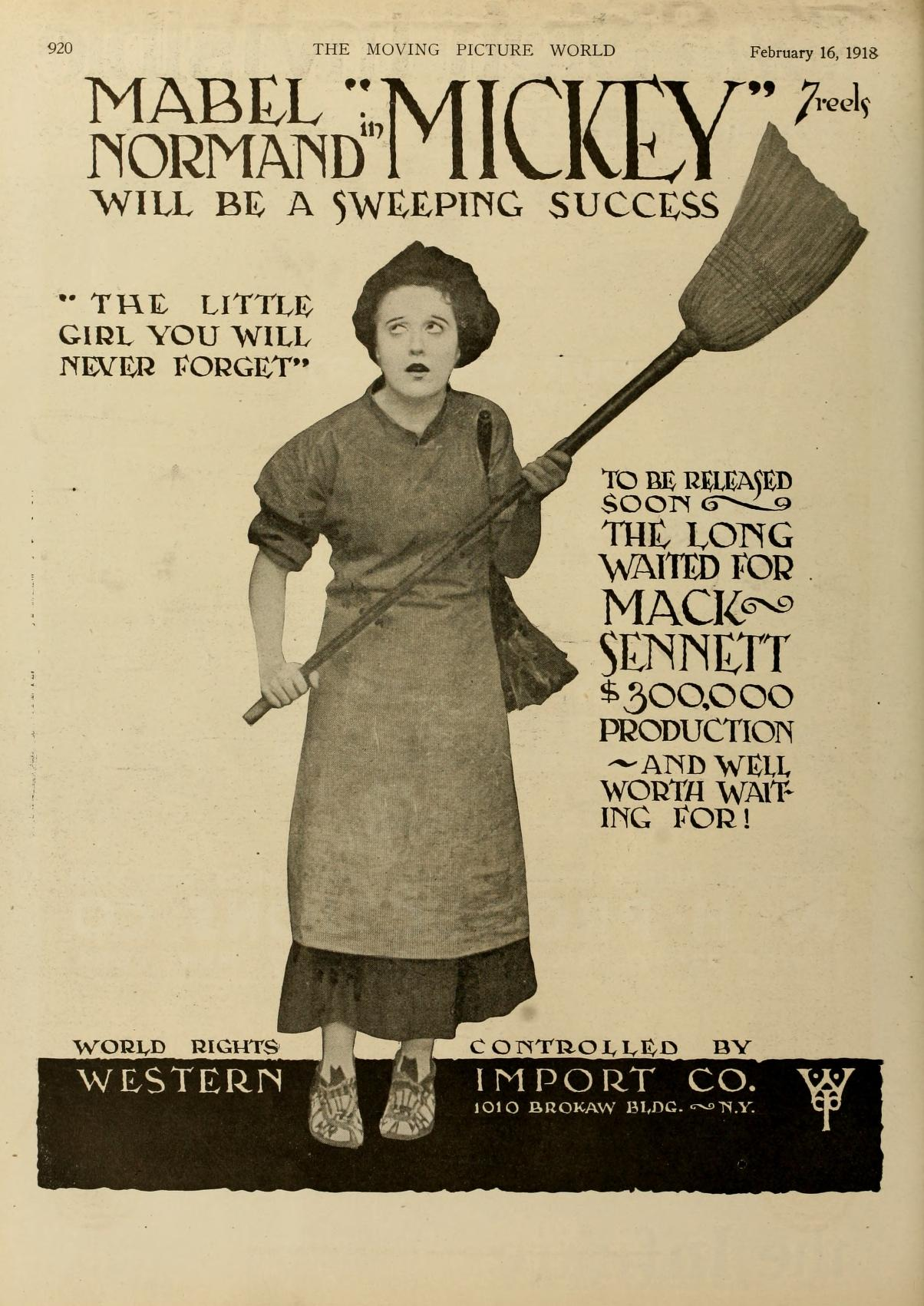
Mickey (1916)
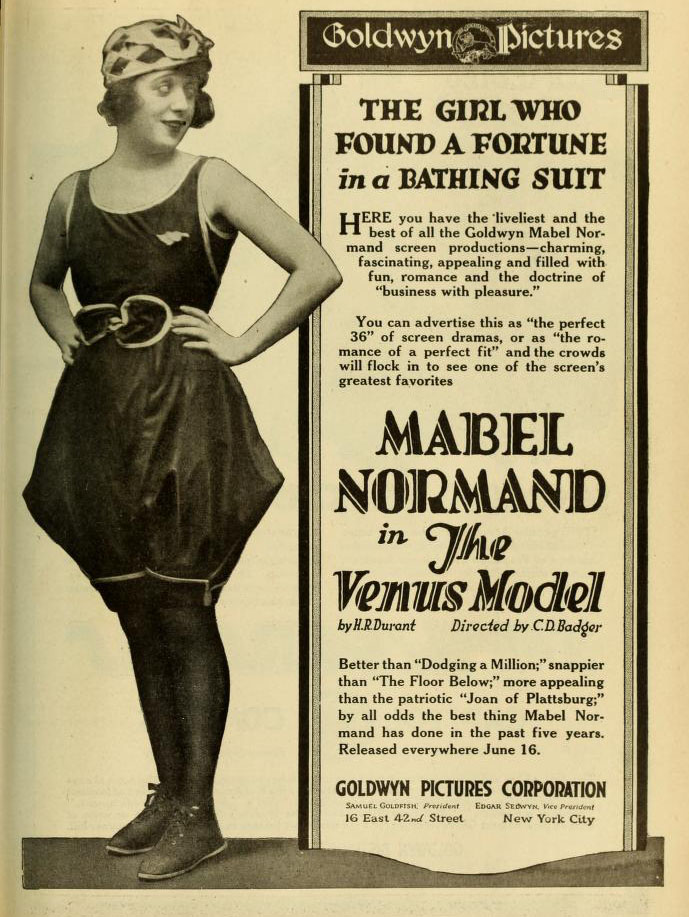
The Venus Model (1918)
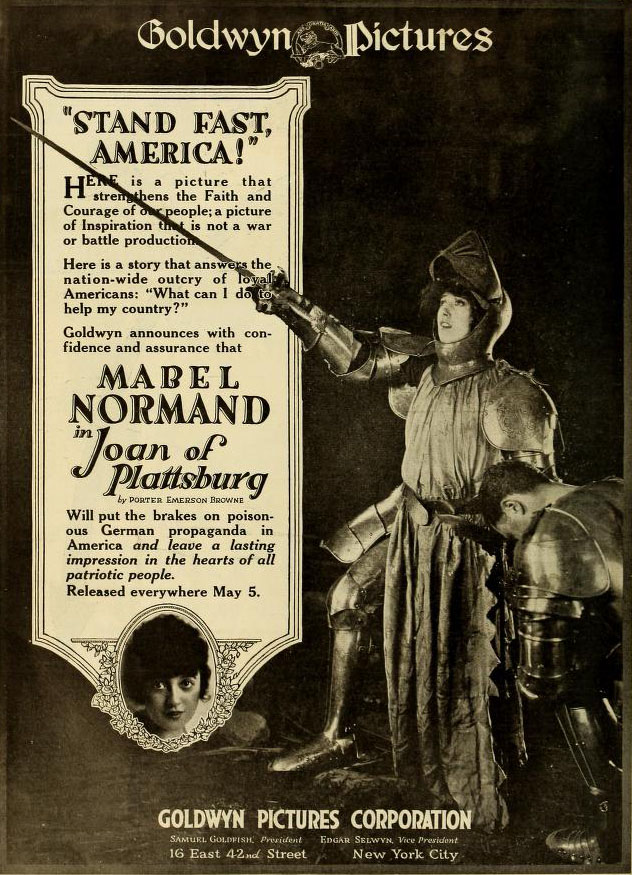
Joan of Plattsburg (1918)
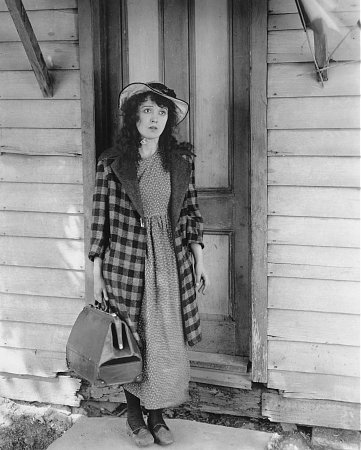
Peck's Bad Girl (1918)
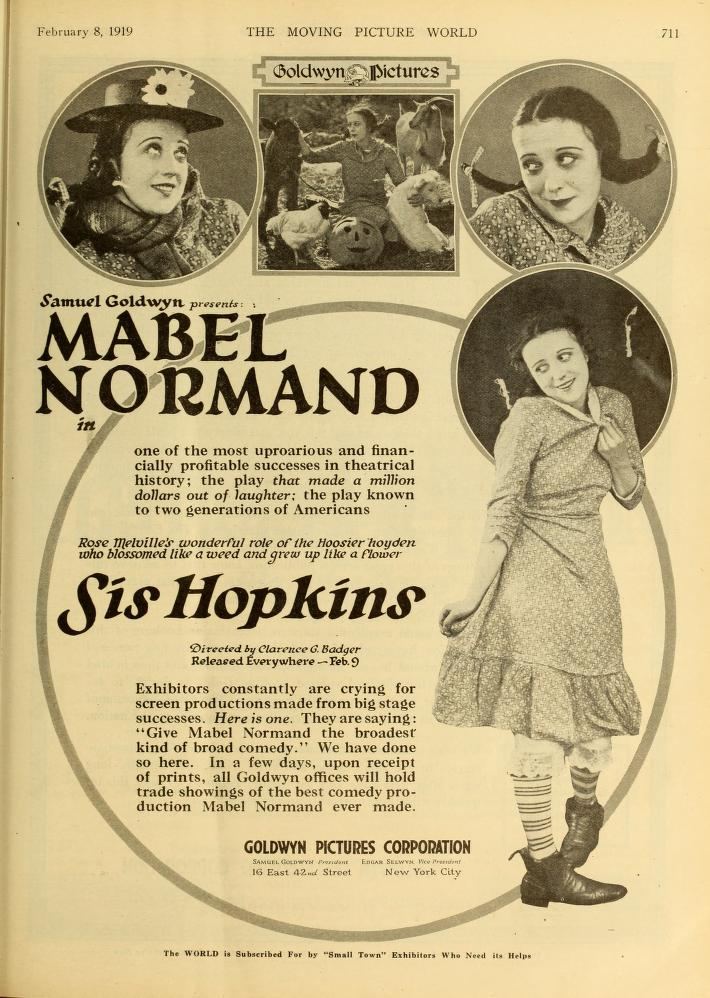
Sis Hopkins (1919)
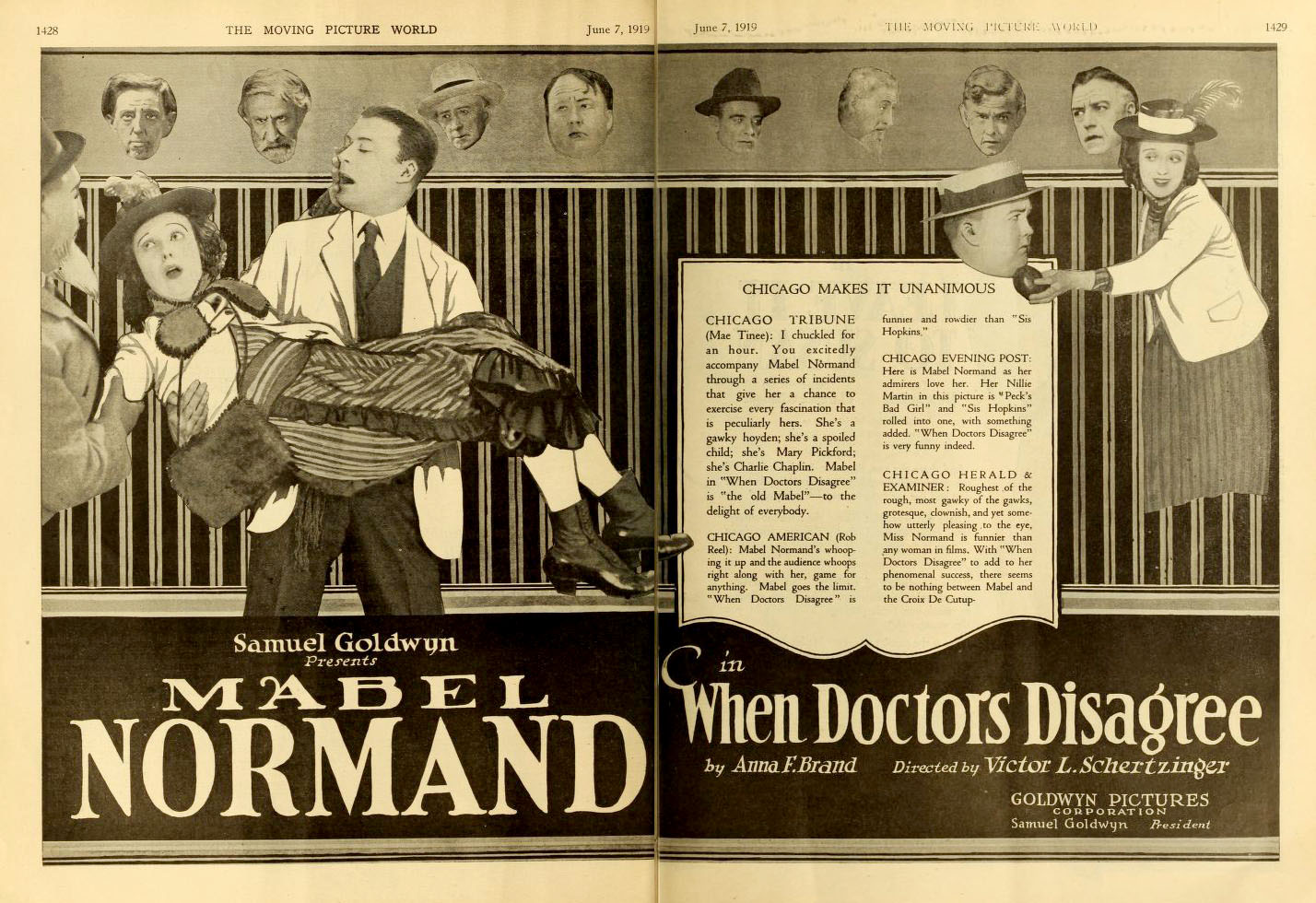
When Doctors Disagree (1919)